# Gabriel Rosca
Gabriel Rosca (1895-1943) fue un actor, guionista y director cinematográfico de nacionalidad francesa, aunque de origen italiano

## Filmografía
Actor
- 1920 : L'Ombra, de Roberto Roberti
- 1921 : L'Aviateur masqué, de Robert Péguy
- 1926 : The Triumph of the Rat, de Graham Cutts
- 1926 : Mademoiselle d'Armentières, de Maurice Elvey
- 1927 : Le Chemin de la rémission, de Gabriel Rosca y Ion Niculescu-Bruna

Director
- 1927 : Le Chemin de la rémission, de Gabriel Rosca y Ion Niculescu-Bruna
- 1932 : Rocambole
- 1935 : La Coqueluche de ces dames
- 1938 : La Marraine du régiment

Guionista
- 1932 : Rocambole